# Северный хозяин
«Северный хозяин» — русский научно-популярный, экономический, сельскохозяйственный и кооперативный журнал.

## Описание издания
Выходил раз два раза в месяц с 1910 по 1919 годы. В 1910 году выходил под название «Известия Вологодского общества сельского хозяйства». Издателем было Вологодское общество сельского хозяйства, а с 1913 года Вологодское общество сельского хозяйства совместно с коммерческим отделом при Обществе.
Журнал ставил основной задачей выяснение естественных, экономических, культурных и общественных условий сельского хозяйства и поднятия экономического благосостояния населения путём распространения знаний, развития техники сельской промышленности и всесторонней поддержки сельских кооперативов.

### Редакторы
- Н. Н. Румянцов, председатель Общества;
- П. П. Котов с № 10 1912;
- Д. И. Деларов с № 17 1916.

### Приложения
- 1911, 1913—1914: брошюры по вопросам сельского хозяйства и кооперации.
- 1913, за пять лет (1908—1913): сборник статей. Вологда, 1913. 56 с.
- 1915: постановления I-го Областного съезда в г. Вологде 26—31 августа.